# Gustav Adolf Michaelis

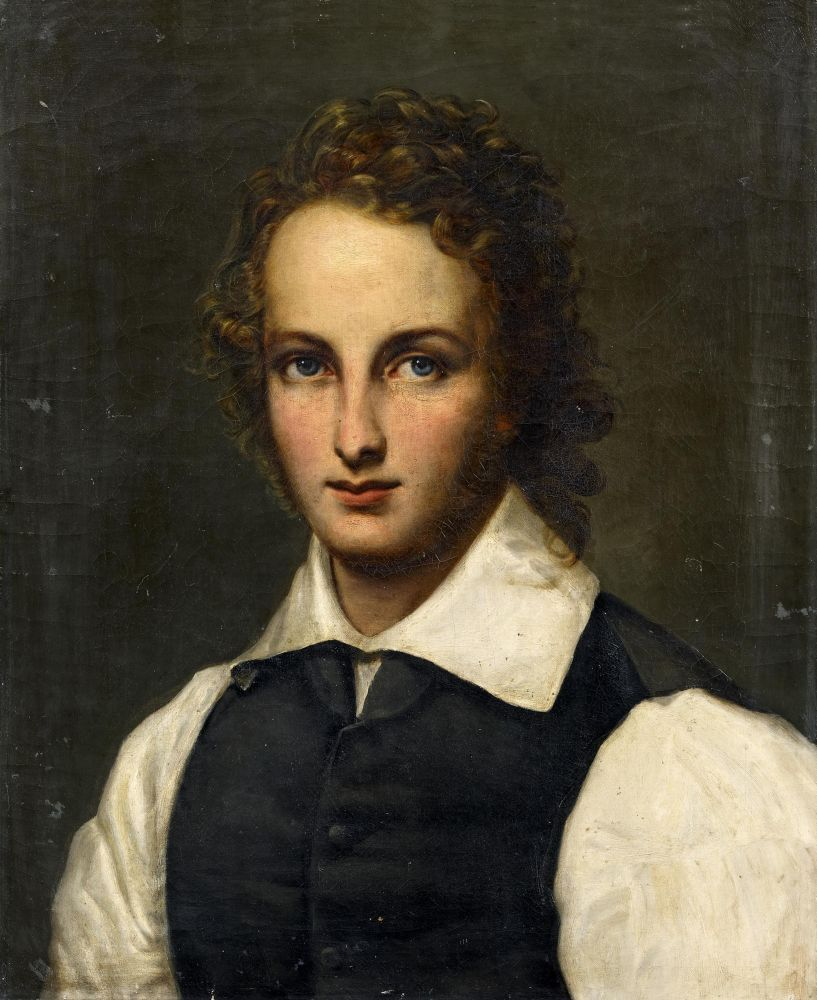
Gustav Michaelis na obrazie olejnym autorstwa Karla Aubela (1820/22)

Gustav Adolf Michaelis (ur. 9 lipca 1798 w Harburgu, zm. 8 sierpnia 1848 w Lehrte) – niemiecki lekarz położnik.
Studiował medycynę w Getyndze, gdzie uczył się chirurgii u Konrada Langebecka i położnictwa u Friedricha Benjamina Osiandera. Następnie był dyrektorem kliniki położniczej i szkoły położnych w Kilonii. Jego synem był archeolog Adolf Michaelis (1835–1910).
Michaelis pamiętany jest za wprowadzenie do położnictwa pelwimetrii. Opisał tzw. czworobok Michaelisa. Próbował stosować zalecaną przez Semmelweisa profilaktykę gorączki połogowej, wprowadzając obowiązkowe mycie rąk chlorowaną wodą. Jednak nie dawało to efektów i z powodu niehigienicznych warunków w klinice zmarło wiele kobiet, w tym jego siostrzenica. Michaelis wpadł w depresję i popełnił samobójstwo 8 sierpnia 1848.